# Cimitero Bajkove
Il cimitero Bajkove (in ucraino Байкове кладовище?, Bajkove kladovyšče) è un cimitero monumentale situato nel quartiere di Holosiiv di Kiev, in Ucraina. È stato aperto nel 1833 ed è uno dei più antichi della città. Vi sono sepolte numerose personalità ucraine.

## Storia
Il cimitero deve il suo nome al maggior generale Serhij Bajkov sulla cui tenuta fu creato nel 1833. La prima sepoltura fu effettuata dalla comunità luterana di Kiev a seguito del trasferimento dell'antico cimitero luterano tedesco che era soggetto ad allagamenti. Il cimitero fu la prima necropoli di Kiev ad accogliere sepolture di rappresentanti di tutte le confessioni e per questo era diviso in sezioni: luterana, ebraica, ortodossa, cattolica, ecc.
Già a partire dalla metà del XIX secolo il cimitero Dymytrivs'kyj, come allora si chiamava, divenne troppo piccolo per le esigenze della comunità e venne aggiunta una nuova area dall'altro lato della via Bajkova. Il luogo fu poi recintato con un muro di mattoni, accessibile da quattro porte. 
Una chiesa ortodossa (Ascensione del Signore) in stile bizantino fu costruita nel cimitero tra il 1884 e il 1889 con il ricavato della vendita dei luoghi di sepoltura. Durante il periodo sovietico fu conservato come sala commemorativa per cerimonie funebri e successivamente la chiesa è tornata a svolgere funzioni di culto. In epoca sovietica il cimitero Bajkove divenne la principale necropoli dell'intellighenzia di Kiev, delle classi medie e alte. Molte lapidi divennero opere d'arte monumentale. Anche dopo l'indipendenza ucraina il cimitero è rimasto il più prestigioso della città. Nella parte ortodossa si trovano le tombe di personaggi quali Mychajlo Hruševs'kyj, Mychajlo Staryc'kyj, Mykola Lysenko, Ivan Nečuj-Levyc'kyj. Nel vecchio cimitero è sepolta vicino alla sua famiglia Lesja Ukraïnka.
Nel 1975 fu costruito un nuovo crematorio in stile moderno nella parte occidentale del cimitero.

## Sepolture illustri
Di seguito un elenco non esaustivo delle personalità sepolte a Bajkove:
- Mykola Mychajlovyč Amosov (1913-2002), chirurgo
- Polina Astachova (1936-2005), ginnasta
- Oleh Bazylevyč (1938-2018), calciatore e allenatore
- Oleksandr Bilaš (1931–2003), compositore
- Boryslav Brondukov (1938–2004), attore
- Leonid Bykov (1928-1979), attore, regista e scrittore
- Dniprova Čajka (1861–1927), scrittrice ed educatrice
- V″jačeslav Čornovil (1937-1999), politico
- Nikolaj Dobrochotov (1889–1963), scienziato
- Oleksij Fedorov (1901-1989), partigiano
- Nadežda Fedutenko (1915–1978), pilota combattente
- Mykola Hryn'ko (1920-1989), attore
- Vadym Hetman (1935-1998), statista e banchiere
- Mykola Hluščenko (1901-1977), artista
- Borys Hmyria (1903-1969), cantante lirico
- Oles Hončar (1918-1995), scrittore
- Mychajlo Hruševs'kyj (1866-1934), politico e accademico
- Andrij Husin (1972-2014), calciatore
- Leonid Kadenjuk (1951-2018), astronauta
- Vikentij Chvojka (1850-1914), archeologo
- Oleksandr Kornijčuk (1905-1972), drammaturgo e funzionario statale
- Vіktor Kosenko (1896–1938), pianista e compositore
- Sydir Kovpak (1887–1967), partigiano
- Valerij Lobanovs'kyj (1939-2002), calciatore e allenatore
- Levko Lukjanenko (1928–2018), politico e dissidente
- Mykola Lysenko (1842–1912), compositore, pianista e direttore d'orchestra
- Olena Oleksandrivna Muravjova (1867-1939), insegnante e cantante lirica
- Ivan Mykolajčuk (1941-1987), attore e sceneggiatore
- Ivan Nečuj-Levyc'kyj (1838-1919), scrittore
- Evgenij Oskarovič Paton (1870–1953), ingegnere
- Olena Pčilka (1849–1930), editrice, scrittrice, etnografa
- Levko Revuc'kyj (1889–1977), compositore
- Mykola Rudenko (1920-2004), pota, scrittore, filosofo e dissidente
- Maksym Ryl's'kyj (1895-1964), poeta e filologo
- Boris Šachlin (1932–2008), ginnasta
- Ihor Šamo (1925–1982), compositore
- Volodymyr Ščerbic'kyj (1918–1990), politico
- Petro Šelest (1908-1996), politico
- Andrij Štoharenko (1902-1992), compositore
- Volodymyr Sosiura (1898 -1965), poeta e scrittore
- Mychajlo Staryc'kyj (1840-1904), poeta e scrittore
- Bohdan Stupka (1941-2012), attore
- Vasyl' Stus (1938-1985), poeta, giornalista, dissidente
- Leonid Teljatnikov (1951-2004), pompiere
- Oleksij Cybko (1967-2022), rugbista a 15, dirigente sportivo e politico
- Hennadij Udovenko (1931-2013), politico e diplomatico
- Lesja Ukraïnka (1871-1913), poetessa
- Pavlo Virs'kyj (1905–1975), ballerino, coreografo, maestro di danza
- Wanda Wasilewska (1905-1964), politica e scrittrice
- Pavlo Zahrebel'nyj (1924-2009), scrittore
- Marija Kostjantynivna Zan'kovec'ka (1854-1934), attrice teatrale
- Aleksej Leont'evič Kovalëv (1925-1997) Eroe di guerra Sovietico ( Il soldato Sovietico presente nella famosa foto di Evgenij Chaldej mentre issa la "Bandiera della Vittoria" sul Reichstag)

## Galleria d'immagini

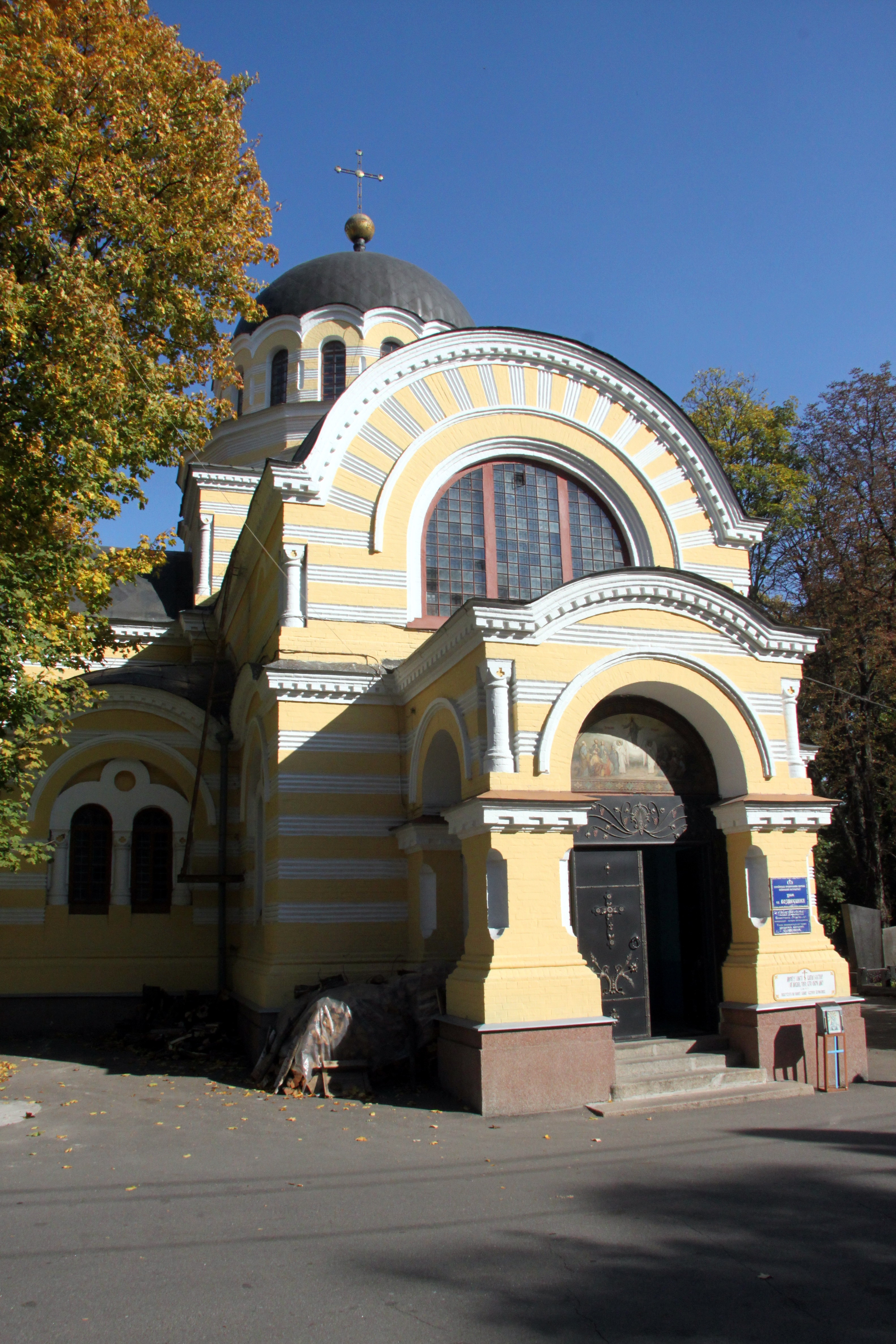
Chiesa dell'Ascensione
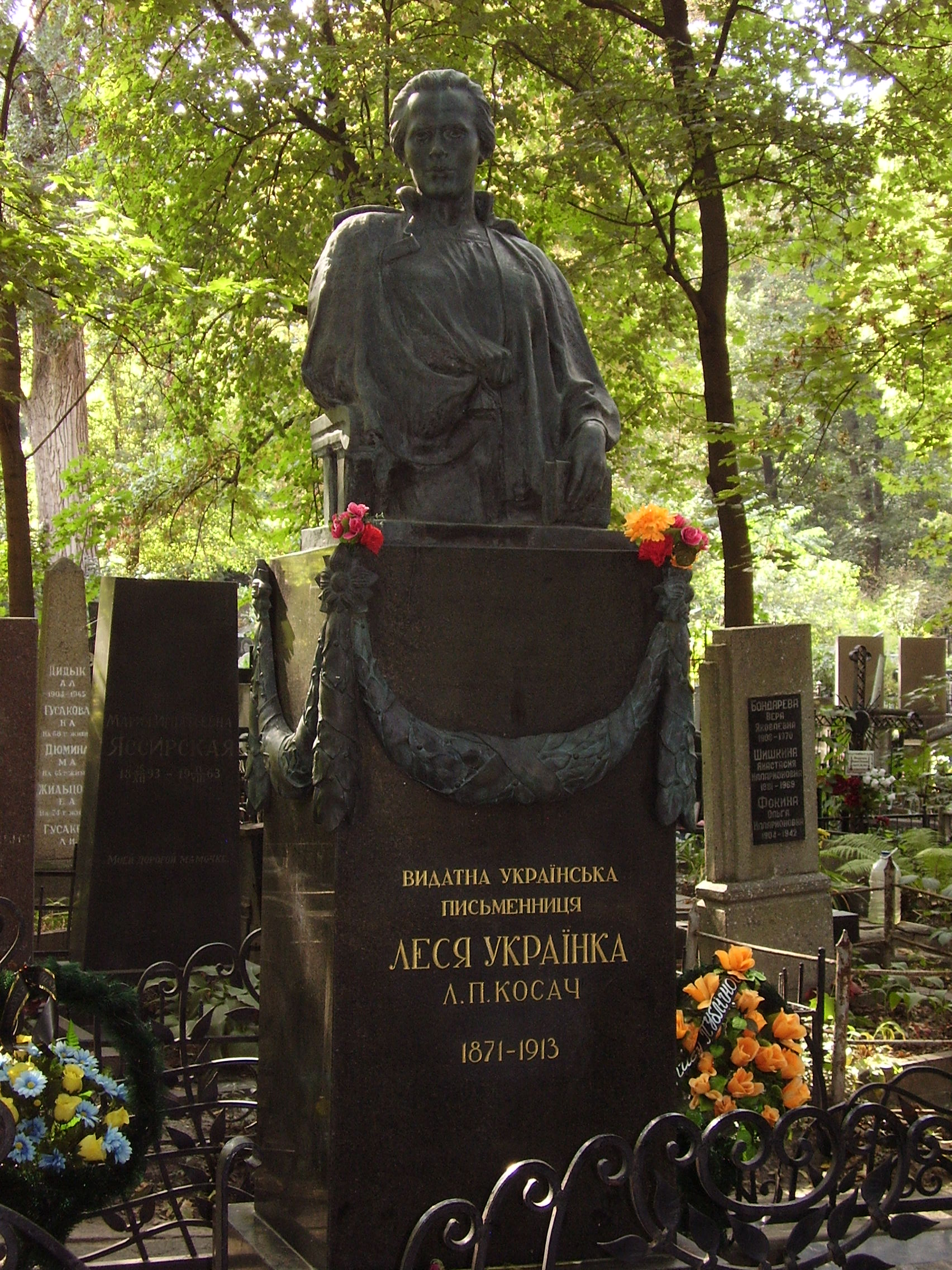
Tomba di Lesja Ukraïnka
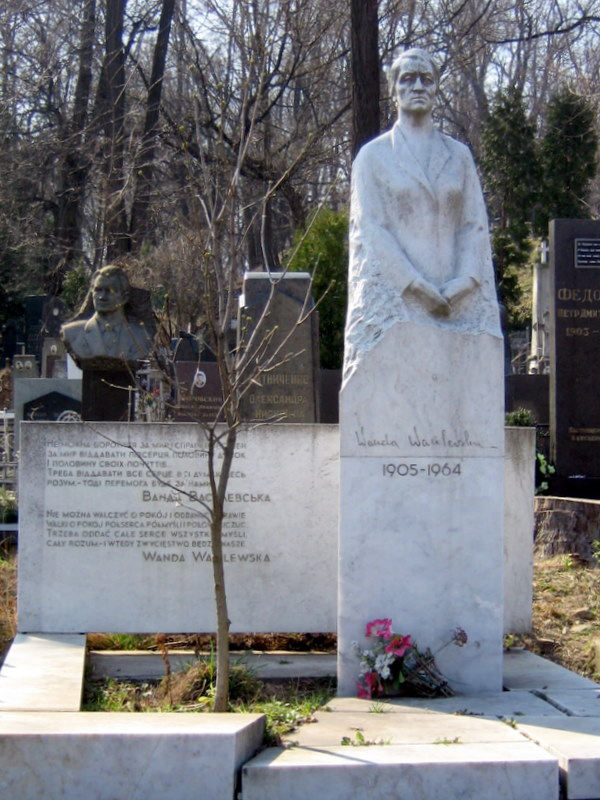
Tomba di Wanda Wasilewska
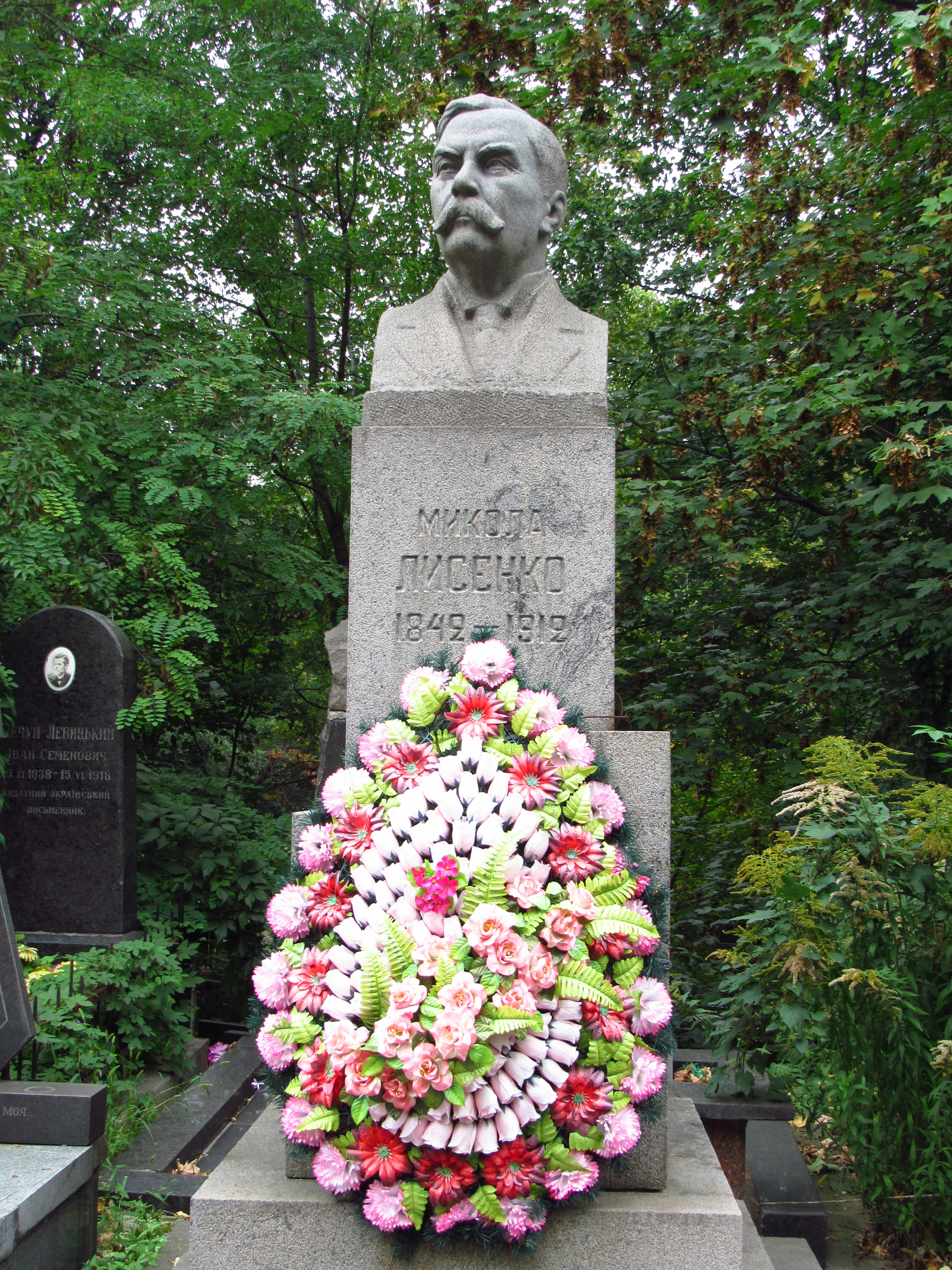
Tomba di Mykola Lysenko
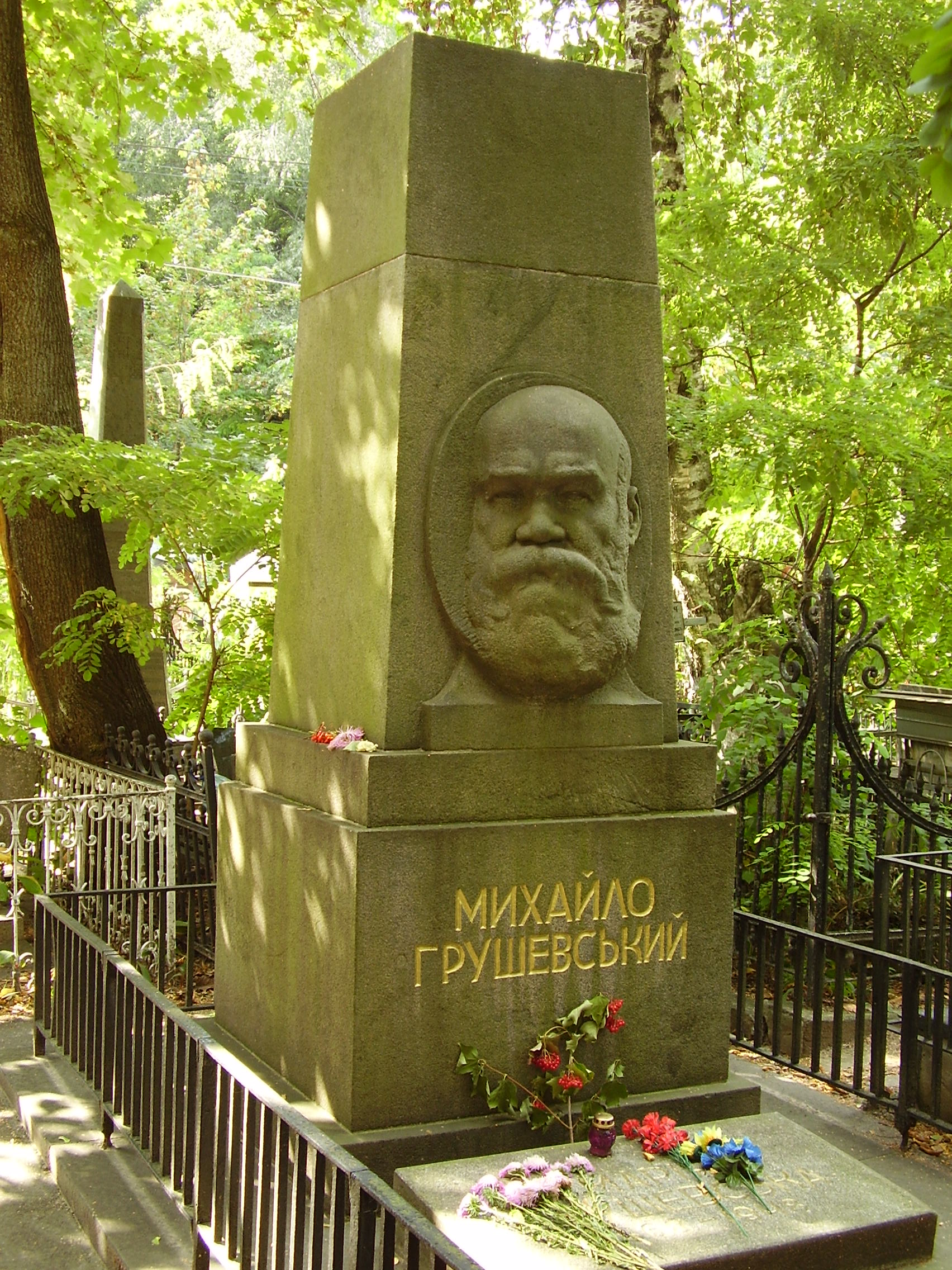
Tomba di Mychajlo Hruševs'kyj